# Baobabula impolita
Baobabula impolita är en kvalsterart som först beskrevs av Warburton 1912.  Baobabula impolita ingår i släktet Baobabula och familjen Hemileiidae. Inga underarter finns listade.